# Spider-Man : Chapter One
Spider-Man : Chapter One est le nom d'un comic book publié par Marvel Comics.
Cette série mensuelle composée de 12 épisodes et d'un hors-série a été publiée entre décembre 1998 et octobre 1999. Elle est écrite et dessinée par John Byrne.

## Synopsis
Chapter One est une version moderne des premiers comics mettant en scène Spider-Man, par Stan Lee et Steve Ditko, en commençant par la création de l'Homme-Araignée dans Amazing Fantasy #15.
Les histoires suivantes nous montrent les premières apparitions des plus célèbres ennemis du Tisseur tels Octopus, le Bouffon Vert ou le Vautour. Ces histoires sont principalement tirées des 20 premiers épisodes d'Amazing Spider-Man, en les réactualisant.
L'une des variations notables étaient que ces récits actualisés se terminaient sur un cliffhanger et se prolongeait donc sur le numéro suivant, alors que les histoires originelles étaient narrées en un seul numéro. Sur le plan de l'intrigue, les personnages antagonistes adoptaient de nouveaux costumes - tel Electro - ou avaient une origine différente : Peter et le Docteur Octopus obtenaient ainsi leur pouvoirs respectifs à la suite du même incident.
Décriés par les fans, ces épisodes et les modifications qu'ils contenaient ne furent pris en compte que par les séries Spider-Man écrites par Byrne dans le même temps et ont été ignorés par la suite.

## Publication
En France, Spider-Man : Chapter One a été publié dans les numéros 1 à 11 du magazine Spider-Man (Volume 2) (Panini Comics).

## #1 -Bitter Lesson
- Titre français : Une Amère Leçon
- Pages : 22
- Publication USA : 12/98
- Publication FR : 02/00 (Spider-Man (vol. 2) n°1)
- Apparitions : Dr Octopus, May & Ben Parker

## Liens
- (fr) Spider-Man: Chapter One sur Comics VF